# Fenny Castle

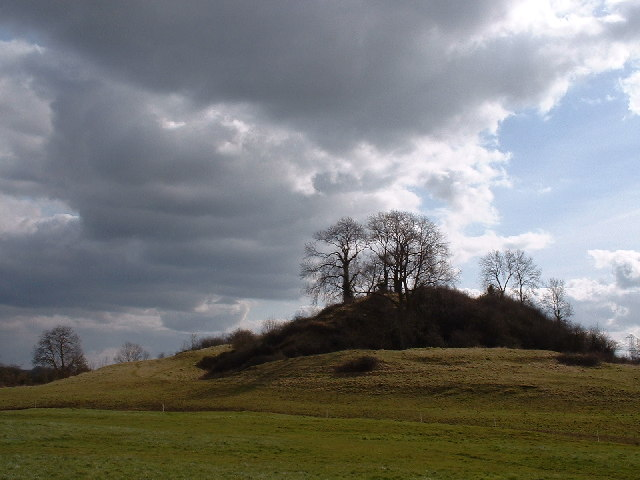
Mound von Fenny Castle

Fenny Castle ist eine Burgruine in der Pfarre Wookey in der englischen Grafschaft Somerset. Sie gilt als Scheduled Monument.
Die Ruine der Motte liegt auf einem natürlichen Lias-Hügelchen, etwa 20 Meter über dem umgebenden, flachen Land an der Kante der Somerset Levels. Solche Orte wurden üblicherweise für Burgen im Tiefland gewählt.
Es ist nicht bekannt, wer die Burg ursprünglich bauen ließ, aber ihr Bau könnte mit der Anarchie, einem Bürgerkrieg in der Regierungszeit König Stephans, gegen den seine Cousine, Kaiserin Matilda kämpfte, in Zusammenhang stehen. Im Jahre 1327 gehörte die Burg William atte Castle. Um 1480 wurde Fenny Castle vom Chronisten und Geschichtsforscher William Worcester bereits als Ruine beschrieben. Er sah die Grundrisse „aller Häuser und Amtsräume dort“. Im 19. Jahrhundert fanden Steinbrucharbeiter 20 Skelette, die auf eine unbekannte Periode vor dem Bau der Burg datiert wurden.
Nach der Burg wurde ein Weiler der Pfarre Wookey benannt. Der Weiler Castle liegt etwa 1,6 km südwestlich des Hauptdorfes. Noch 1839 fand sich dort ein Steinkreuz, das auf die Bedeutung des Weilers hinwies.
Vom Mauerwerk der Burg ist nur wenig erhalten geblieben, aber es gibt Beweise dafür, dass die Ruine als Steinbruch diente. Der Mound ist heute mit Gras und Gestrüpp bedeckt. Auch einige Bäume wachsen dort. Aber in The Archaeology of Somerset steht, dass es dort immer noch „interessante und gut sichtbare Erdwerke“ gäbe.